# اوبه اینداستریز

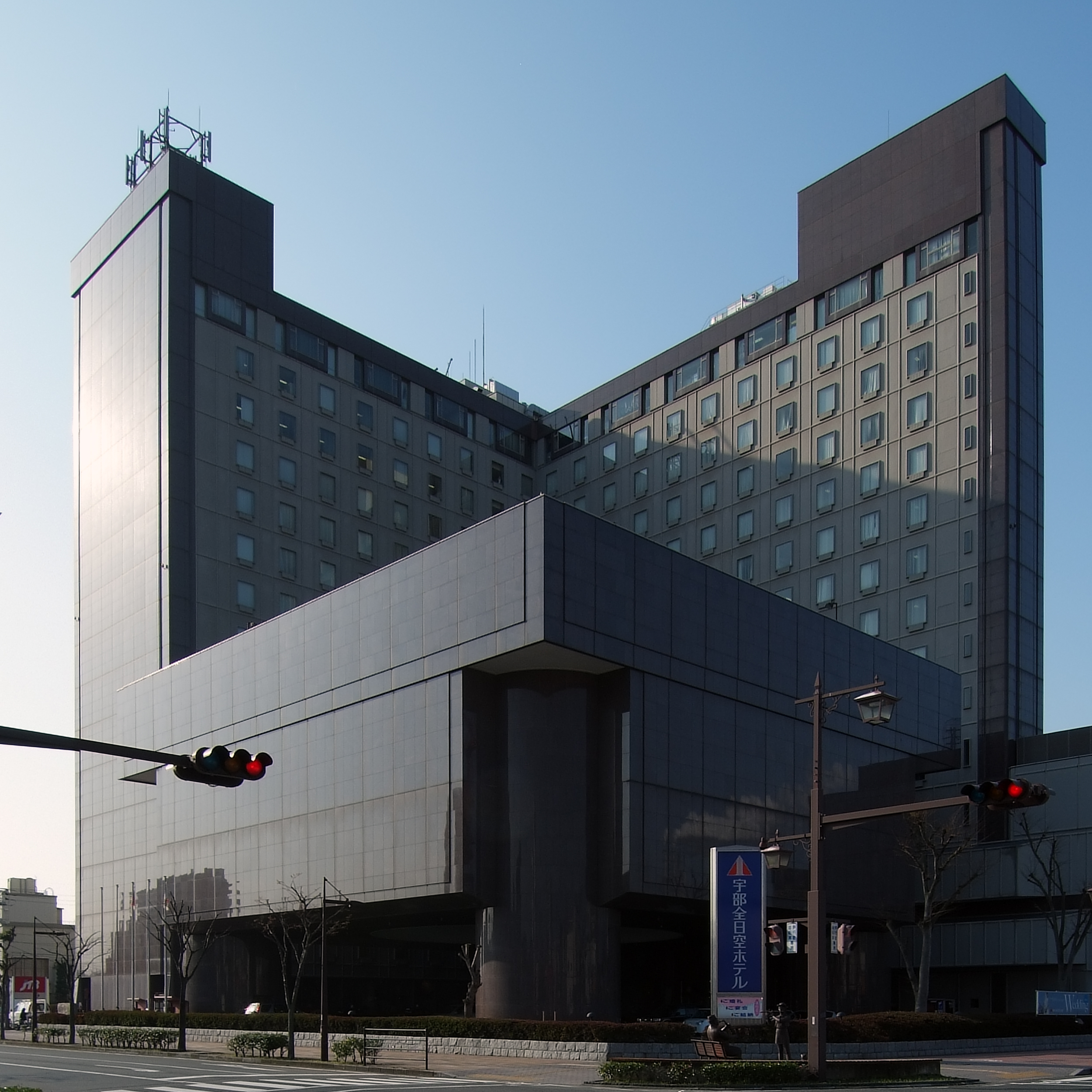
ساختمان دفتر مرکزی اوبه در شهر اوبه، یاماگوچی

اوبه کورپوریشن (به ژاپنی: UBE株式会社) شرکت صنایع شیمیایی ژاپنی است، که در زمینه تولید مواد شیمیایی، محصولات پتروشیمی و داروهای شیمیایی، سیمان، بتن و زغال سنگ همچنین ساخت ماشین‌آلات صنعتی و ماشین‌آلات ریخته‌گری تحت فشار فعالیت می‌کند.
شرکت اوبه اینداستریز در سال ۱۹۴۲ تأسیس شد و هم‌اکنون دارای ۵ کارخانه تولیدی در ژاپن و ۴ کارخانه در کشورهای تایلند، اسپانیا، چین، ایالات متحده آمریکا می‌باشد.
دفتر مرکزی این شرکت در شهر اوبه، استان یاماگوچی، ژاپن قرار دارد و بخشی از سهام آن در بازارهای بورس فوکوکا و بورس توکیو معامله می‌شود.
نیپون لایف با ۱٫۹ درصد و سومیتومو لایف نیز با در اختیار داشتن ۱٫۹ درصد از سهام شرکت اوبه، بزرگترین سهام‌داران آن به‌شمار می‌آیند.